# Nipah-Virus

Strukturmodell des Nipah-Virus (Außenansicht und Querschnitt)

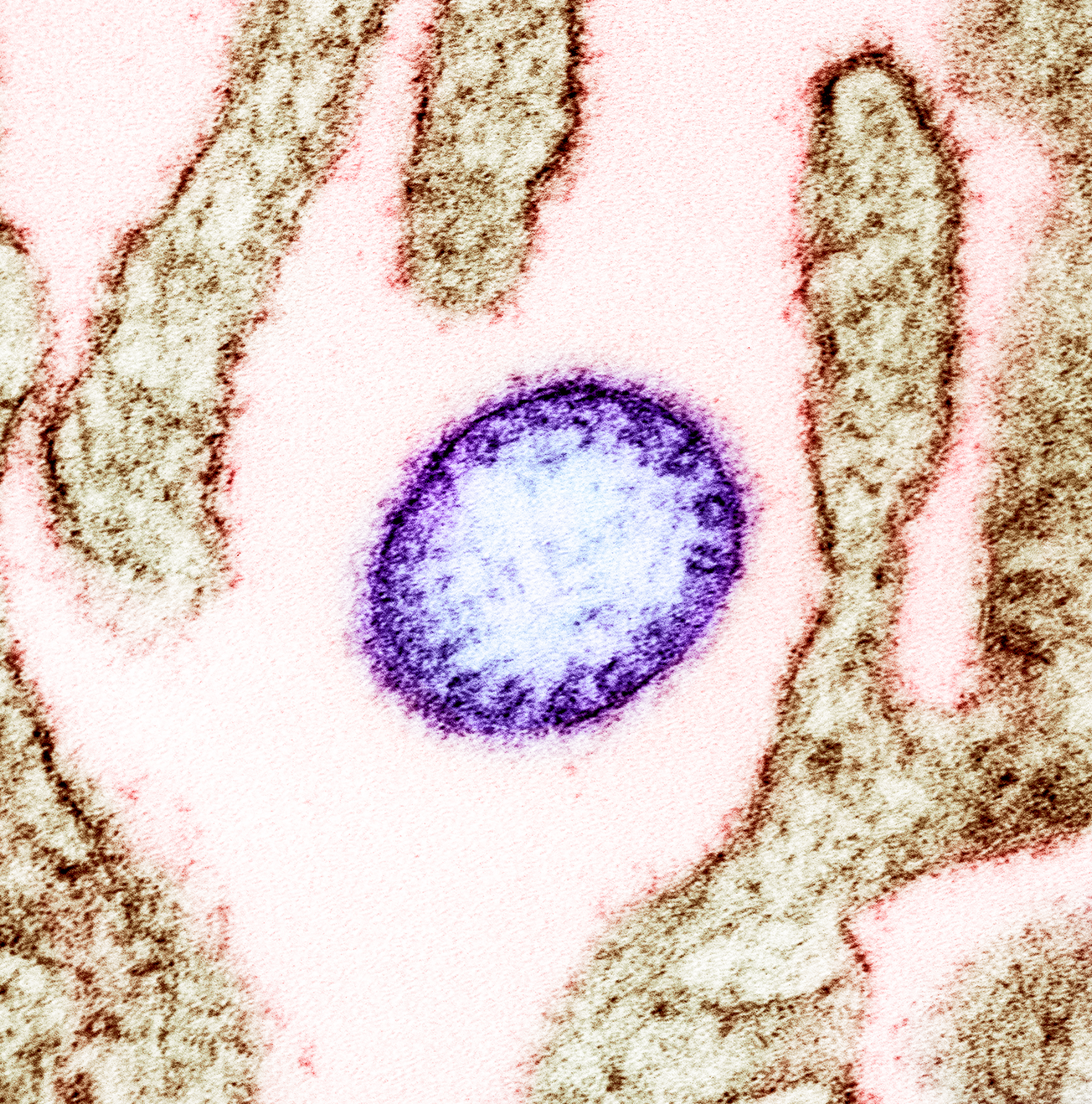
Koloriertes TME-Bild eines reifen extrazellulären Nipah-Viruspartikels (lila) in der Nähe einer infizierten VERO-Zelle (braun).

Das Nipah-Virus (NiV, auch NIPV, Spezies Henipavirus nipahense) ist ein Virus aus der Familie Paramyxoviridae, das beim Menschen eine häufig tödlich verlaufende Gehirnentzündung (Enzephalitis) auslösen kann. Das Nipah-Virus tritt insbesondere in Südasien und Südostasien auf und kann durch Kontakt mit Körperflüssigkeiten und -ausscheidungen infizierter Tiere, Menschen oder Reservoirwirte oder dem Verzehr von kontaminierten Lebensmitteln übertragen werden. Reservoirwirte sind fruchtfressende Flughunde der Gattung Pteropus, die in Süd- und Südostasien sowie auf Madagaskar vorkommen. Diese Flughunde scheiden das Virus z. B. über Urin und Speichel aus und übertragen es in der Regel auf andere Tiere (insbesondere Schweine), die es auf den Menschen weiterübertragen.

## Systematik
Das Nipah-Virus bildet zusammen mit dem eng verwandten Hendra-Virus die Gattung Henipavirus in der Familie der Paramyxoviridae. Es wurde erstmals 1999 im Zuge der Untersuchungen des Ausbruchs in Malaysia und Singapur charakterisiert. Das isolierte Virus war morphologisch dem kurz zuvor in Australien entdeckten Hendra-Virus sehr ähnlich, jedoch im Krankheitsverlauf und seiner Antigenität doch von diesem verschieden. Es wurde daher vor einer endgültigen Benennung zunächst als Hendra-like Virus bezeichnet. Das neue Virus erhielt seinen taxonomischen Namen in Anlehnung an den kleinen Ort Kampung Teluk Nipah auf der malayischen Insel Pangkor, wo die Epidemie von 1998 besonders hohe Infektionszahlen aufwies und das Virus aus einem von dort stammenden Patienten isoliert wurde.

## Entdeckung
Zwischen September 1998 und April 1999 wurden offiziell 229 Fälle einer schwerverlaufenden, fiebrigen Gehirnentzündung in Malaysia gemeldet, kurz nach dem Beginn dieser Epidemie auch neun Fälle in Singapur. Hier wurden auch Symptome einer schweren Infektion der Atemwege berichtet. Überwiegend waren Männer betroffen, die in Schlachthäusern arbeiteten; von den Erkrankten starben 48 %. Daher vermutete man sehr schnell einen Zusammenhang mit einer Infektion bei Tieren. Gleichzeitig wurde in Malaysia bei Schweinen ein milder Ausbruch einer fiebrigen Atemwegsinfektion mit ungeklärtem Erreger registriert, der erst später als der gleiche Erreger wie bei den Enzephalitis-Patienten identifiziert wurde. Um die weitere Verbreitung der Epidemie beim Menschen zu verhindern, wurden über eine Million Schweine vorsorglich getötet (gekeult), was etwa der Hälfte des gesamten malaysischen Schweinebestandes entsprach.
Durch die Reduktion des Schweinebestandes und veterinärmedizinische Überwachung konnte der Ausbruch eingedämmt werden. In den folgenden Jahren wurden jedoch wiederholt kleinere Ausbrüche dokumentiert, beispielsweise 2001 und 2003 in Bangladesch. 2018 und 2023 kam es zu Ausbrüchen im Bundesstaat Kerala in Südindien.

## Erkrankung beim Menschen
Durch engen Kontakt zu infizierten Schweinen kann das Virus leicht auf den Menschen übertragen werden. Als Risikogruppe gelten daher Arbeiter in Schlachthöfen und auf Schweinefarmen. Die Übertragung von Mensch zu Mensch ist ebenfalls möglich; knapp die Hälfte der 1998 erkrankten Arbeiter hatten ein Familienmitglied infiziert.
Anzeichen für eine Nipah-Virus-Infektion bei Schweinen ist eine milde, fiebrige Atemwegsinfektion, Todesfälle wurden bei Schweinen nicht beschrieben. Nach überstandener Infektion scheinen die Schweine gegenüber einer erneuten Infektion immun zu sein. Ein Impfstoff für Schweine konnte mittlerweile zwar entwickelt werden, er ist jedoch noch nicht zugelassen und wird noch nicht produziert.
Ein sehr wahrscheinliches biologisches Reservoir des Nipah-Virus sind Flughunde der Gattung Pteropus. Nachdem man zunächst nur serologische Hinweise gefunden hatte, wurde 2007 der Erreger im Urin eines Flughundes der Spezies Pteropus lylei in Thailand direkt nachgewiesen. Von diesen Flughunden geht wahrscheinlich die Infektion der Schweine durch einen noch nicht vollständig geklärten Übertragungsweg aus. Es gibt Hinweise darauf, dass sich Menschen durch den Kontakt mit Speichel und Urin der Flughunde infizieren können. Von durch Flughunde angefressenen Früchten, die wiederum von Säugetieren oder Menschen verzehrt werden, geht eine hohe Ansteckungsgefahr aus.
Des Weiteren wissen Forschende aus Beobachtungen und Daten aus Bangladesch, dass dort Fledermäuse nachts den Palmensaft von Dattelpalmen, der durch Ritzungen im Stamm ausläuft und in einem an der Palme hängenden Gefäß gesammelt wird, auflecken und Speichel und Urin in den Gefäßen hinterlassen: 2008 lieferten Infrarotkameras mit Bewegungsmeldern die Belege. Der Palmensaft erwies sich als Bindeglied vieler Erkrankungen, die nicht auf eine Ansteckung von Mensch zu Mensch zurückzuführen waren. Dieser rohe Dattelpalmensaft gilt als Delikatesse und der Konsum ist eine alte Tradition in Bengalen. Die Entdeckung führte zur Warnung vor dem Verzehr von rohem Dattelpalmensaft.
Infektionen beim Menschen reichen von asymptomatischen Infektionen bis hin zu akuten Atemwegsinfektionen und tödlicher Enzephalitis.
Die Infektion ist begleitet von Symptomen wie Fieber, Kopfschmerzen, Myalgie (Muskelschmerzen), Erbrechen und Halsschmerzen. Darauf können Schwindel, Schläfrigkeit, Bewusstseinsstörungen und neurologische Symptome folgen, die auf eine akute Enzephalitis hinweisen. Bei manchen Menschen kann es auch zu einer atypischen Lungenentzündung und schweren Atemproblemen, einschließlich akuter Atemnot, kommen. In schweren Fällen kommt es zu Enzephalitis und Krampfanfällen, die innerhalb von 24 bis 48 Stunden zum Koma führen. Die Inkubationszeit wird auf vier bis vierzehn Tage geschätzt. Es sind aber auch erheblich längere Inkubationszeiten von bis zu 45 Tagen beschrieben. Bei 75 % der Patienten zeigen sich früh abnormale Befunde einer viralen Infektion in der Gehirn-Rückenmarks-Flüssigkeit. Innerhalb von 24 bis 48 Stunden werden die Patienten komatös. Je nach Ausbruch verliefen etwa 40 bis 75 % der bislang beschriebenen Erkrankungen tödlich. Die Gabe von Ribavirin konnte die Letalität um 36 % senken. Neben der akuten Erkrankung gibt es auch bei 7,5 % der Erkrankten ein Rezidiv der Enzephalitis sowie bei bislang symptomlosen Infizierten erst nach Monaten eine fokal begrenzte Enzephalitis (3,4 %). Die Zeitspanne zwischen akuter Erkrankung und Spätkomplikation (Rezidiv) beträgt im Schnitt 8,4 Monate. Dauerhafte Schäden wie chronisches Anfallsleiden (Epilepsie) und Persönlichkeitsveränderung nach überstandener Infektion sind beschrieben.
Im südindischen Bundesstaat Kerala kam es 2018 zu einem Nipah-Ausbruch, bei dem mindestens 10 Menschen starben. Die Patienten hatten sich vermutlich über das Wasser eines Brunnens infiziert, in dem tote Flughunde gefunden wurden. Im September 2023 wurde bekannt, dass das Nipah-Virus erneut – zum vierten Mal – in Kerala ausgebrochen ist und sechs Personen infizierte, von denen zwei starben. Daraufhin gab es im Distrikt Kozhikode (Stand: Mitte September 2023) einen Lockdown, ein Versammlungsverbot und Schulschließungen.